# Teleny, ou O Reverso da Medalha
Teleny, ou O Reverso da Medalha (em inglês, Teleny, or The Reverse of the Medal) é uma novela pornográfica de teor homossexual, publicada pela primeira vez em 1893. A autoria da obra é anônima, embora haja um consenso de que o autor tenha sido Oscar Wilde. A história se passa numa Paris do fim do século e fala da atração voluptuosa e magnética, porém trágica, entre o jovem francês Camille Des Grieux e o pianista húngaro René Teleny. O romance é uma das primeiras obras de cunho pornográfico na língua inglesa que focam explícita e quase exclusivamente na homossexualidade.